# Annick Thoumazeau
Annick Thoumazeau, née à Fréjus en 1960 est une chanteuse française.

## Débuts
Annick Thoumazeau a tout d'abord été remarquée par son interprétation de la chanson du générique de la série télévisée La Chambre des dames, tournée en 1983 d'après l'œuvre de Jeanne Bourin et diffusée pour la première fois sur TF1 le 23 février 1984. La chanson Pour l'amour, écrite par Carola Pimper, sur une musique de Vladimir Cosma, a contribué au succès de cette série médiévale.

## Eurovision 1984

### Sélection française
Le 25 mars 1984, elle fait partie des 14 candidats de la sélection française pour le Concours Eurovision de la chanson 1984. L'émission est diffusée sur Antenne 2 en direct du Studio Gabriel (dans les décors de l'émission Champs-Élysées), et présentée par Jean-Pierre Foucault et Catherine Ceylac. Annick interprète Autant d'amoureux que d'étoiles, un titre de Vladimir Cosma, compositeur de la série La Chambre des dames, sur un texte de  Charles Level. Ces derniers étaient alors les auteurs et compositeurs attitrés des émissions du dimanche sur Antenne 2. 
Après les prestations de tous les candidats les deux animateurs rendent l'antenne puis reviennent dans l'émission Champs-Élysées. À la suite du choix d'un panel de 1000 personnes sondées par TNS Sofres par téléphone, Annick remporte la sélection avec 206 points et devient la représentante de la France au Concours Eurovision 1984. Christine Carrasco se classe 2e avec la chanson Le Temps de la musique et Émilien est 3e avec le titre Et je l'aimais. Parmi les autres finalistes, figurent le groupe Victoire, classé 6e avec le titre On n'est pas rock, on n'est pas jazz, dont l'un des chanteurs Roger Bens sera choisi l'année suivante pour être le représentant de la France au Concours Eurovision de la chanson 1985.

### Finale du concours
Le 5 mai 1984, lors du 29e Concours Eurovision de la chanson se tenant au Grand Théâtre de Luxembourg, Annick Thoumazeau interprète donc la chanson Autant d'amoureux que d'étoiles, passant en troisième position sur la scène, sous la direction du chef d'orchestre François Rauber et accompagnée par cinq choristes. À l'issue du vote final, elle se classe 8e sur les 19 pays participants, obtenant 61 points (obtenant notamment un douze points des Pays-Bas).

## L'après Eurovision
En 1985, elle enregistre le disque  Mon ami Bisounours, extrait de la bande originale française du film Les Bisounours. Le disque entrera au Top 50 le 16 mars 1986.
Annick Thoumazeau devient par la suite professeur de chant.